# Reginald Horace Blyth
Reginald Horace Blyth (Essex, 3 de dezembro de 1898 – 28 de outubro de 1964) foi um escritor inglês e devoto da cultura japonesa. Ele é mais famoso por seus escritos sobre Zen e em haiku poesia.

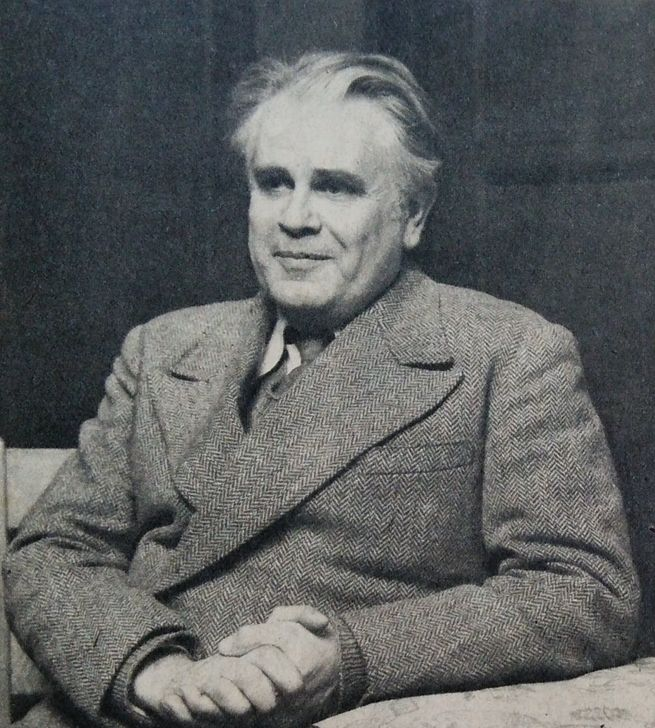
Blyth em 1953

## Vida pregressa
Blyth frequentou a Escola Primária "Cleveland Road", em Ilford, depois a Escola Secundária de County (mais tarde Ilford County High School). Em 1916, no auge da Primeira Guerra Mundial, ele foi preso em Wormwood Scrubs, como objetor de consciência, antes de trabalhar no Home Office Scheme no Princetown Work Center na antiga e futura prisão de Dartmoor. Após a guerra, ele frequentou a Universidade de Londres, onde estudou inglês e se formou em 1923, com honras.
Adotou um estilo de vida vegetariano que manteve ao longo de sua vida. Blyth tocava flauta, outros instrumentos musicais e aprendeu sozinho várias línguas europeias. 
Em 1924 casou-se com Anna Bercovitch, uma amiga da universidade. Alguns relatos dizem que eles se mudaram para a Índia, onde ele ensinou por um tempo até ficar descontente com o domínio colonial britânico, outros estudiosos descartam este episódio, alegando que ele foi inventado ou mal interpretado pelo mentor de Blyth, Daisetz T. Suzuki.